# Juan Pacheco
Pour les articles homonymes, voir Pacheco.
Juan Pacheco, né en 1419 à Belmonte et mort le 1er octobre 1474 à Trujillo (Estrémadure), entré au service de l'infant Henri de Castille (1425-1474), fils du roi Jean II (1405-1454), de la dynastie des Trastamare, devient le premier marquis de Villena après la bataille d'Olmedo (1445). Il participe à la chute du connétable Álvaro de Luna en 1453 et devient le principal personnage de la cour lorsque l'infant Henri devient le roi Henri IV en 1454. 
Mais il est supplanté vers 1461 par un nouveau favori, Beltrán de la Cueva, dont l'ascension est l'origine de la rébellion nobiliaire contre le roi et contre l'infante Jeanne, née en 1462, dite la Beltraneja (« la (fille) de Beltrán »). Juan Pacheco passe du côté des rebelles, ainsi que son frère Pedro.

## Biographie

### Origines familiales et formation
Il est le fils d'Alphonse Téllez Girón (es) (vers 1380-1449), lui-même le fils de Martin Vaszquez de Acuna, alcalde mayor de Lisbonne.
Sa mère est Marie Pacheco, dame de Belmonte, dans la Manche (Nouvelle-Castille), descendante de Lope Fernandez Pacheco, ministre du roi Alphonse IV de Portugal (1291-1357). Le contrat de mariage de Marie avec Alphonse (1415) stipulait que les enfants porteraient le nom de « Pacheco » avant celui de « Tellez Giron ».
Juan Pacheco est issu de deux lignées d'origine portugaise, exilées après la défaite du roi de Castille Jean Ier, prétendant au trône de Portugal contre Jean d'Aviz, qui sort vainqueur de la bataille d'Aljubarrota (1385) et devient le roi Jean Ier de Portugal, le premier de la dynastie d'Aviz. 
Juan Pacheco a un frère cadet, Pedro (1423-1466), qui sera maître de l'ordre de Calatrava.

### Carrière sous le règne de Jean II de Castille (1406-1454)
Il est d'abord page au service du connétable Álvaro de Luna (1390-1453).
Il entre ensuite au service de l'infant Henri (1425-1474), fils de Marie d'Aragon (1396-1445) et héritier présomptif du roi Jean II (1405-1454), qui va avoir deux autres enfants de sa seconde épouse Isabelle de Portugal (1428-1496), avec qui il se remarie en 1447 : les infants Isabelle (1451-1504), future « Reine catholique d'Espagne »,  et Alphonse (1453-1468).
- Première bataille d'Olmedo (1445)

Tenant du parti de la reine Isabelle de Portugal, il participe à la déchéance d'Alvaro de Luna, arrêté en 1453 à la demande pressante de la reine, puis condamné à mort.

### Carrière sous le règne de Henri IV (1454-1474)
Juan Pacheco gouverne de fait la Castille durant les premières années du règne d'Henri IV. Celui-ci se remarie en 1455 avec une princesse portugaise, Jeanne de Portugal (1438-1475).
La situation intérieure du royaume se dégrade avec la guerre de harcèlement décidée contre le royaume de Grenade[réf. nécessaire], guerre efficace mais jugée coûteuse et surtout non chevaleresque[réf. nécessaire] par la haute noblesse. 
Ces nobles, ne pouvant compter sur l'aide du roi de Portugal, d'où vient la reine Jeanne, se tourne vers le royaume d'Aragon dont le roi, Jean II d'Aragon, est en conflit avec son fils Charles de Viane et la principauté de Catalogne. Henri IV décide d'appuyer les revendications de Charles de Viane et surtout d'accepter la couronne que lui propose la Députation de la Généralité de Catalogne. Juan Pacheco joue alors double jeu et arrive à convaincre le roi d'accepter l'arbitrage du roi de France Louis XI et de renoncer à cette couronne.
La défection de Juan Pacheco l'amène à perdre son statut de favori et à se ranger du côté des rebelles de la noblesse. Par faiblesse, Henri IV accepte de désigner comme héritier son frère Alphonse, simple jouet entre les mains de la grande noblesse. Enhardis par ce succès, les grands décident de déposer le roi (la farce d'Ávila du 5 juin 1465 et proclament l'infant Alphonse. Ils se heurtent alors, non seulement à une certaine partie de la noblesse, demeurée fidèle à Henri IV, mais aussi à la Hermandad General, dont la constitution (1467) témoigne du respect populaire pour la personne royale. Les nobles rebelles sont défaits à la seconde bataille d'Olmedo (es) (1467), mais le roi se révèle incapable de tirer avantage de cette victoire. 
La mort prématurée du prince Alphonse modifie de manière imprévue les perspectives de la politique intérieure du royaume. La ligue des nobles porte son choix sur la sœur du roi, Isabelle. Celle-ci refuse d'accéder au trône par la rébellion et, au terme d'une entrevue à Los Toros de Guisando (septembre 1468), Henri IV la désigne comme héritière de la couronne. Le mariage, quasi secret, d'Isabelle avec Ferdinand d'Aragon (1469), en violation de l'accord de Los Toros de Guisando, amène alors Henri IV à désigner sa fille Jeanne pour lui succéder.
Juan Pacheco et le roi, réunis dans le parti de la Beltraneja, meurent tous deux en 1474 alors que s'ouvre la guerre de succession qui confirme l'arrivée au pouvoir d'Isabelle la Catholique.

## Distinctions
- Grand maître de l'Ordre de Santiago